# Дэн Япин
Дэн Япи́н (кит. упр. 邓亚萍, пиньинь Dèng Yàpíng, род. 5 февраля 1973 года) — китайская спортсменка, игрок в настольный теннис, 4-кратная олимпийская чемпионка и 18-кратная победительница чемпионатов и кубков мира. Признана величайшим игроком в истории настольного тенниса и спортсменом XX столетия в Китае.

## Биография

### Спортивная карьера
Дэн Япин родилась в 1973 году в Чжэнчжоу провинции Хэнань. С пяти лет начала заниматься настольным теннисом. В 13 лет, в 1986 году впервые выиграла чемпионат Китая. В 1989 году она выиграла свой первый чемпионат мира, в 1990 — первый кубок мира, в 1992 и 1996 становилась каждый раз двукратной чемпионкой Олимпийских игр, в 1994 году заработала 3 золотых и 1 серебряную медали чемпионата Азии.
С 1990 по 1997 год в течение 8 лет удерживала позицию номер 1 в мировом рейтинге ITTF.
В 1997 году завершила спортивную карьеру.

#### Стиль игры
Дэн Япин правша, использовала европейскую хватку, играла в атакующем стиле.

### После ухода из спорта
Впоследствии Дэн Япин входила в состав комиссии по этике Международного Олимпийского комитета, подготовительного комитета Олимпиады-2008 в Пекине, избиралась членом НПКСК. В 2007 году вышла замуж за Линь Чжигана — также известного игрока в настольный теннис, обладателя кубка мира.
В 2008 году Дэн Япин получила степень доктора философии (PhD) в Кембриджском университете.